# Прогон Срба у Босни и Херцеговини (1914—1918)
Прогон Срба у Босни и Херцеговини у раздобљу од 1914. до 1918. године представља организовани прогон који су над српским народом у Босни и Херцеговини вршиле аустроугарске државне и војне власти. Прогон је започео непосредно након Сарајевског атентата, а потом је настављен током трајања Првог светског рата (1914-1918). Прогон је спровођен од стране аустроугарских цивилних, полицијских и војних власти, а био је усмерен не само против српских политичких и народних првака, већ и против српског цивилног становништва, које је тешко пострадало од аустроугарских шуцкора.

## Прогон српског народа
Као повод за отпочињање кампање терора над Србима у Босни и Херцеговини послужио је атентат на аустроугарског пријестолонасљедника, надвојводу Франца Фердинанда, који се догодио 28. јуна (15. јуна по јулијанском календару) 1914. године у Сарајеву. Атентат је извршен од стране Гаврила Принципа, из групе од шесторице атентатора који су били чланови организације Млада Босна, којима је координирао Данило Илић. Иза организације атентата стајали су официри српске војске. Атентат је водио директно ка Првом свјетском рату. Послије погрома након атентата на Франца Фердинанда у земљи су забрањена сва српска удружења. Започели су са радом пријеки судови. Хиљаде Срба су узети за таоце, а објешено је стотине људи. Аустроугарску власт су, поред војске и полиције, одржавали и „шуцкори” и нерегуларне трупе муслимана и Хрвата. Током рата ове јединице које су вршиле насиља над Србима бројале су 11.000 припадника. Око 5.000 становника Босне и Херцеговине, листом Срба, послато је у логоре широм Монархије. У овим логорима владала је велика суровост, а услови живота затвореника били су веома лоши. Вјерује се да је у њима умрло између једне трећине и једне половине логораша. Становништво читавих крајева уз границу са Србијом пресељено је у унутрашњост, док је према неким изворима око 5.000 српских породица протјерано на десну обалу Дрине.
Прогон правих четника довео је до масивних погубљења. Само до 15. августа 1914. године вођен је кривични поступак против 637. људи, листом Срба. У тим првим седмицама у мостарском срезу убијено је 154, а у дувањском 19 становника осумњичених за четничке активности. У требињском срезу је објешено 78, а у борбама је страдало 30, док је у билећком срезу погубљено 12 особа. Средином августа 1914. године у Фочи је погубљено 126 српских цивила.
У неким процесима против чланова организације „Млада Босна” 1915. године суђена су чак 142. оптужена. На суђењу у Бањој Луци за велеиздају је оптужено чак 156 угледних Срба, како чланова „Народне одбране”, тако и предводника и чланова културних и спортских друштава - „Просвјете” и „Сокола”. Међу оптуженима су били деветнаест свештеника, четрнаест учитеља, пет професора, два љекара, два инжињера, један адвокат, дванаест чиновника, тридесет два трговца и трговачка помоћника, шест гостионичара, тринаест занатлија, осам државних чиновника, дванаест ђака, двадесет шест сељака и двије жене. Шеснаесторица оптужених осуђени су на смрт вјешањем, док је већина осуђена на казне затвора различитог трајања. Српска влада, која се у то вријеме налазила у прогонству у Грчкој, покренула је активност да спаси осуђене на смрт. Влада је успјела да подстакне Ватикан да се заинтересује за судбину осуђеника. Ватикан је био наклоњен Аустроугарској и Централним силама у току Првог свјетског рата, али је папи Бенедикту Петнаестом и његовим савјетницима било јасно да би драконске казне и погубљење четворице православних свештеника имало лош одјек у свијету и нарушило углед Аустроугарске. Кардинал Пијетро Гаспари је у мају 1916. године упутио писмо аустроугарским властима, залажући се за ублажавање казни осуђенима на Бањалучком процесу. Ускоро се овом, током првих мјесеци неуспјешном настојању, придружио и шпански краљ Алфонсо Тринаести. Тек када је дошло до смјене на аустријском пријестолу, нови цар Карло прихватио је ове молбе и смртне пресуде су преиначене у казне доживотног затвора.
Кампања прогона је настављена све до краја рата (1918), а главни заговорник политике прогона био је аустроугарски генерал Стјепан Саркотић, земаљски намесник Босне и Херцеговине.